# Bear River, Wyoming
Bear River är även namnet på floden i området som går genom Wyoming, Idaho och Utah.
Bear River är en småstad (town) i Uinta County i sydvästra Wyoming, vid delstatsgränsen mot Utah. Staden hade 518 invånare vid 2010 års folkräkning.
Bear River, Wyoming ligger vid Wyoming State Route 89 omkring 10 kilometer norr om countyts huvudort Evanston. Staden är döpt efter floden med samma namn, Bear River, ett tillflöde till Stora Saltsjön. Orten blev stad med kommunalt självstyre 2001.